# Phagnalon rupestre
Phagnalon rupestre és una espècie de planta asteràcia. Es troba a la conca del Mediterrani incloent els Països Catalans (manca a Eivissa), en el Mediterrani oriental apareix l'espècie Phagnalon graecum.
Se sembla a Phagnalon saxatile però amb les fulles més amples, de 10-40 x 2-6 mm. És un semiarbust de fullatge dens, de 10-50 cm d'alt, amb tiges tomentoses de blanc, ascendents de base llenyosa. Fulles alternes lanceolades, d'1-4 cm de llargada, de color verd fosc. Capítols florals solitaris d'un cm d'amplada. Bràctees involucrals en diverses capes. Floreix de maig a juny
El seu hàbitat són garrigues, roquers calcaris i parets.